# Litke (isola)
Litke (in russo остров Литке?) è un'isola della Russia situata nella baia della Bajdarata (Mare di Kara). Appartiene amministrativamente al Jamalskij rajon del Circondario autonomo Jamalo-Nenec.
È stata così chiamata in onore del navigatore russo Fëdor P. Litke.
L'isola si trova all'ingresso settentrionale della baia della Bajdarata vicino alla costa occidentale della penisola Jamal dove chiude a sud la piccola baia Mutnyj, mentre a ovest e a sud è circondata dal lungo arco sabbioso delle Marresal'skie Koški (Марресальские Кошки) e dall'isola Hgonjarco (o Bolotnyj). Nelle vicinanze si trovano anche isole più piccole: Polumesjac (Chalėvngo), Labtango e Tjubcjango.
L'estremo punto settentrionale dell'isola è capo Pyjasalja, quello orientale capo Nevchysalja. Un altro promontorio, Edėjsalja, si trova a sud-est. L'altitudine massima dell'isola è di 40 metri. Le profondità nell'area dell'acqua adiacente raggiunge 1–4 metri. È ricoperta da una tundra di muschio e licheni, in alcuni punti è paludosa. Fa parte della riserva naturale «Jamal'skij».